# Skwer Inwalidów Wojennych w Skierniewicach

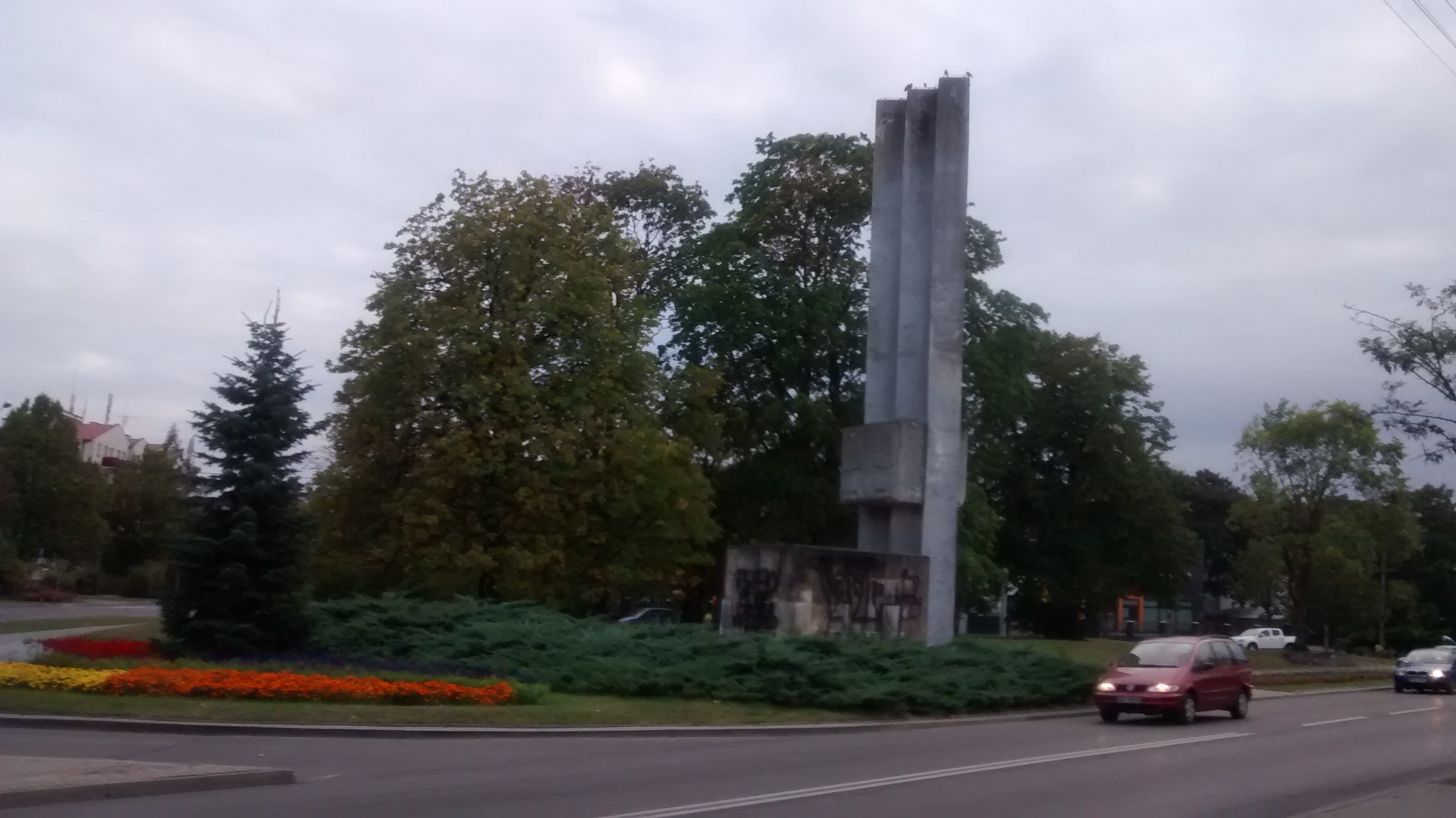
Skwer Inwalidów Wojennych RP w Skierniewicach

Skwer Inwalidów Wojennych Rzeczypospolitej Polskiej w Skierniewicach – znajduje się w centrum Skierniewic, między ulicami: Jana III Sobieskiego, Władysława Reymonta, Stanisława Rybickiego. W tym miejscu, w latach 1830-1963, znajdował się cmentarz Ewangelicko-Augsburski, który został zlikwidowany w dniach 12-26 marca 1963 r. Skwer ma kształt trójkąta, poprzecinanego ścieżkami pieszymi. Do dziś są widoczne nieliczne pozostałości fundamentów cmentarnego muru. Na skwerze znajduje się pomnik "Bojownikom poległym w obronie Ojczyzny 1939-1945". Co roku na skwerze odbywają się obchody związane z rocznicą wybuchu II wojny światowej.  Staraniem Towarzystwa Przyjaciół Skierniewic, w 1994 roku ufundowano tablicę pamiątkową poświęconą cmentarzowi. Obsadzono ją na betonowym postumencie w dniach 20-29 marca 1995 roku. 
Wokół skweru znajdują się budynki mieszkalne, przedszkole, liceum oraz restauracja.